# چورگونادی‌مارتون
چورگونادی‌مارتون (به مجاری:  Csurgónagymarton) یک منطقهٔ مسکونی در مجارستان است که در ناحیه چورگو واقع شده‌است. چورگونادی‌مارتون ۱۴٫۸۲ کیلومتر مربع مساحت و ۱۵۱ نفر جمعیت دارد.